# Provinciale weg 455
De provinciale weg 455 (N455) is een provinciale weg in de provincie Zuid-Holland. De weg vormt een verbinding tussen de N209 nabij de buurtschap Hogeveen en de bebouwde kom van Waddinxveen.
Het gedeelte tussen Hogeveen en Boskoop is uitgevoerd als tweestrooks-gebiedsontsluitingsweg met een maximumsnelheid van 80 km/h. Het gedeelte tussen Boskoop en Waddinxveen is sinds 2009 uitgevoerd als erftoegangsweg met buiten de bebouwde kom een maximumsnelheid van 60 km/h. In de gemeente Alphen aan den Rijn draagt de weg de straatnamen Hogeveenseweg, Zijde en Noordeinde. In de gemeente Waddinxveen heet de weg eveneens Noordeinde.

## Herinrichting
In 2009 is gestart met de reconstructie en herinrichting van de gehele N455. In juli en augustus is het merendeel van de werkzaamheden op het gedeelte tussen Hogeveen en Boskoop uitgevoerd. In september zijn de afrondende werkzaamheden uitgevoerd.
De N455 tussen Boskoop en Waddinxveen is eveneens in 2009 heringericht. Deze is verbouwd van gebiedsontsluitingsweg tot erftoegangsweg, waarbij de maximumsnelheid is verlaagd van 80 naar 60 km/h buiten de bebouwde kom. Tevens zijn bushaltes zodanig aangepast dat bussen voortaan op de rijbaan halteren. In december 2009 is de gehele N455 definitief opengesteld.

## Externe links

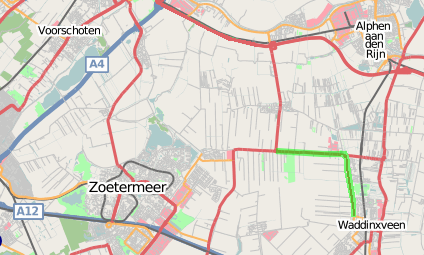
Detailkaart traject